# Pompano Beach Highlands
Pompano Beach Highlands é uma antiga região censitária localizada no estado americano da Flórida, no Condado de Broward.

## Demografia
Segundo o censo americano de 2000, sua população era de 6505 habitantes.

## Geografia
De acordo com o United States Census Bureau, tem uma área de 3,5 km², todos cobertos por terra.

## Localidades na vizinhança
O diagrama seguinte representa as localidades num raio de 8 km ao redor de Pompano Beach Highlands.